# Élections législatives de 1932 dans le Finistère
Les élections législatives dans le Finistère ont lieu les dimanche 1er mai 1932 et 8 mai 1932. Elles ont pour but d'élire les députés représentant le département à la Chambre des députés pour un mandat de quatre années.

## Députés sortants
Jules Le Louédec (Radical-socialiste) est élu sénateur le 20 octobre 1929. François Cadoret (Radical-socialiste) est élu lors de la partielle du 23 mars 1930.
| Députés | Députés                    | Parti              | Fonctions lors de l'élection en 1932                                                                              |
| ------- | -------------------------- | ------------------ | --- |
|         | Émile Goude *              | SFIO               | Conseiller général Brest-2. Commis de 3e classe à la construction.                                                |
|         | Hippolyte Masson *         | SFIO               | Conseiller général de Brest-3. Employé PTT.                                                                       |
|         | François Cadoret           | Radical-socialiste | Conseiller général de Pont-Aven et maire de Riec-sur-Bélon. Ostréiculteur, Directeur d'une usine de conserve.     |
|         | Maurice Bouilloux-Lafont * | Rad.ind-G.rad      | Vice-président de la Chambre, conseiller général de Concarneau, maire de Bénodet. Banquier.                       |
|         | Charles Daniélou *         | Rad.ind-G.rad      | Ancien Secrétaire d'État. Maire de Locronan. Poète, romancier.                                                    |
|         | François-Louis Bourgot     | Rép.soc            | Conseiller général et municipal de Morlaix. Directeur de l’Agence morlaisienne de transit.                        |
|         | Jean Jadé *                | PDP                | Conseiller général de Pont-Croix. Secrétaire de la Chambre. Avocat. Croix de Guerre                               |
|         | Paul Simon *               | PDP                | Ancien secrétaire de la Chambre. Avocat, Directeur du journal Le Démocrate.                                       |
|         | Pierre Trémintin *         | PDP                | Conseiller général et maire de Plouescat. Avocat.                                                                 |
|         | Jacques Quéinnec           | URD                | Conseiller d'arrondissement de Pont-l'Abbé. Notaire. Croix de Guerre                                              |
|         | Vincent Inizan *           | URD                | Maire de Kernouës. Créateur du Stud Book du cheval de trait breton. Cultivateur, Journaliste au Paysan de France. |

## Mode de scrutin
La loi du 21 juillet 1927 a rétabli le mode de scrutin en vigueur de 1889 à 1914.
L'élection se fait donc au scrutin d'arrondissement, soit un mode uninominal majoritaire à deux tours.
La circonscription pour l'élection est l'arrondissement, avec un seuil minimal de 40 000 habitants pour qu'il ne soit pas fusionné.
Le scrutin est individuel, chaque arrondissement élisant un député.
Les arrondissements qui ont plus de cent mille habitants sont divisés. Dans ce cas on élit un député par circonscription électorale créée.
Seul l'arrondissement de Quimperlé n'est pas divisé. Ceux de Brest et de Quimper sont séparés en trois circonscriptions; Châteaulin et Morlaix en deux.
L'article 3 précise qu'il faut réunir pour être élu au premier tour :
1. La majorité absolue des suffrages exprimés ;
2. Un nombre de suffrages égal au quart des électeurs inscrits.

Au deuxième tour la majorité relative suffit. En cas d'égalité c'est le plus âgé qui est élu.

## Résultats

### Arrondissement de Brest

#### 1recirconscription
Brest-1 regroupe les cantons de Brest-1, Brest-2 et Brest-3.
| Candidats      | Candidats           | Étiquette        | Premier tour | Premier tour |
| Candidats      | Candidats           | Étiquette        | Voix         | %            |
| -------------- | ------------------- | ---------------- | ------------ | ------------ |
|                | Émile Goude *       | Soc.fr (ex SFIO) | 9 456        | 56,19        |
|                | Yves Le Goc         | URD              | 5 549        | 32,97        |
|                | Paul Valière        | Comm.            | 1 189        | 7,07         |
|                | Ernest Bachevillier | Rép.soc          | 460          | 2,73         |
|                | Hervé Coatmeur      | Libertaire       | 176          | 1,05         |
|                |                     |                  |              |              |
| Inscrits       | Inscrits            | Inscrits         | 25 763       | 100,00       |
| Votants        | Votants             | Votants          | 17 208       | 66,79        |
| Abstention     | Abstention          | Abstention       | 8 555        | 33,21        |
| Blancs et nuls | Blancs et nuls      | Blancs et nuls   | 378          | 2,20         |
| Exprimés       | Exprimés            | Exprimés         | 16 830       | 97,80        |

*sortant

#### 2ecirconscription
Brest-2 regroupe les cantons de Daoulas, Ploudiry, Landerneau, Plabennec.
| Candidats      | Candidats          | Étiquette          | Premier tour | Premier tour |
| Candidats      | Candidats          | Étiquette          | Voix         | %            |
| -------------- | ------------------ | ------------------ | ------------ | ------------ |
|                | Paul Simon *       | PDP-URD            | 7 549        | 52,96        |
|                | Léopold Maissin    | Radical-socialiste | 3 318        | 23,28        |
|                | Jean-Louis Rolland | SFIO               | 3 163        | 22,19        |
|                | Albert Garrigou    | Comm.              | 223          | 1,57         |
|                |                    |                    |              |              |
| Inscrits       | Inscrits           | Inscrits           | 18 125       | 100,00       |
| Votants        | Votants            | Votants            | 14 401       | 79,45        |
| Abstention     | Abstention         | Abstention         | 3 724        | 20,55        |
| Blancs et nuls | Blancs et nuls     | Blancs et nuls     | 148          | 1,03         |
| Exprimés       | Exprimés           | Exprimés           | 14 253       | 98,97        |

*sortant

#### 3ecirconscription
Brest-3 regroupe les cantons de Saint-Renan, Ouessant, Ploudalmézeau, Lannilis et Lesneven.
| Candidats      | Candidats        | Étiquette      | Premier tour | Premier tour |
| Candidats      | Candidats        | Étiquette      | Voix         | %            |
| -------------- | ---------------- | -------------- | ------------ | ------------ |
|                | Vincent Inizan * | URD            | 12 029       | 85,01        |
|                | Henri Piéto      | Comm.          | 947          | 7,30         |
|                |                  |                |              |              |
| Inscrits       | Inscrits         | Inscrits       | 19 848       | 100,00       |
| Votants        | Votants          | Votants        | 14 151       | 71,30        |
| Abstention     | Abstention       | Abstention     | 5 697        | 28,70        |
| Blancs et nuls | Blancs et nuls   | Blancs et nuls | 1 169        | 8,26         |
| Exprimés       | Exprimés         | Exprimés       | 12 982       | 91,74        |

*sortant

### Arrondissement de Châteaulin

#### 1recirconscription
Chateaulin-1 regroupe les cantons de Crozon, Châteaulin, Faou et Pleyben.
| Candidats      | Candidats          | Étiquette      | Premier tour | Premier tour | Deuxième tour | Deuxième tour |
| Candidats      | Candidats          | Étiquette      | Voix         | %            | Voix          | %             |
| -------------- | ------------------ | -------------- | ------------ | ------------ | ------------- | ------------- |
|                | Louis Larvol       | URD            | 5 771        | 40,89        | 6 539         | 46,72         |
|                | Charles Daniélou * | Rad.ind-G.rad  | 4 850        | 34,36        | 7 341         | 52,46         |
|                | Jean Disarbois     | Ind.G          | 1 761        | 12,48        |               |               |
|                | François Mével     | SFIO           | 1 577        | 11,17        |               |               |
|                | Pierre Marot       | Comm.          | 145          | 1,03         | 103           | 0,74          |
|                |                    |                |              |              |               |               |
| Inscrits       | Inscrits           | Inscrits       | 18 969       | 100,00       | 18 806        | 100,00        |
| Votants        | Votants            | Votants        | 14 240       | 75,07        | 14 098        | 74,97         |
| Abstention     | Abstention         | Abstention     | 4 729        | 24,93        | 4 708         | 25,03         |
| Blancs et nuls | Blancs et nuls     | Blancs et nuls | 126          | 0,88         | 103           | 0,73          |
| Exprimés       | Exprimés           | Exprimés       | 14 114       | 99,12        | 13 995        | 99,27         |

*sortant

#### 2ecirconscription
Chateaulin-2 regroupe les cantons de Carhaix, Châteauneuf-du-Faou et Huelgoat.
| Candidats      | Candidats            | Étiquette          | Premier tour | Premier tour | Deuxième tour | Deuxième tour |
| Candidats      | Candidats            | Étiquette          | Voix         | %            | Voix          | %             |
| -------------- | -------------------- | ------------------ | ------------ | ------------ | ------------- | ------------- |
|                | Hippolyte Masson *   | SFIO               | 5 258        | 41,08        | 6 353         | 51,36         |
|                | Pierre Lohéac        | Conservateur-URD   | 3 715        | 29,02        | 5 906         | 47,75         |
|                | François Le Dilasser | Radical-socialiste | 3 626        | 28,33        |               |               |
|                | Joseph Stéphan       | Comm.              | 202          | 1,58         | 107           | 0,74          |
|                |                      |                    |              |              |               |               |
| Inscrits       | Inscrits             | Inscrits           | 15 765       | 100,00       | 15 766        | 100,00        |
| Votants        | Votants              | Votants            | 12 858       | 81,56        | 12 428        | 78,83         |
| Abstention     | Abstention           | Abstention         | 2 907        | 18,44        | 3 338         | 21,17         |
| Blancs et nuls | Blancs et nuls       | Blancs et nuls     | 57           | 0,44         | 59            | 0,47          |
| Exprimés       | Exprimés             | Exprimés           | 12 801       | 99,59        | 12 369        | 99,53         |

*sortant

### 1recirconscription
Morlaix-1 regroupe les cantons de Morlaix, Lanmeur, Plouigneau, Saint-Thégonnec et Sizun.
| Candidats      | Candidats                | Étiquette          | Premier tour | Premier tour | Deuxième tour | Deuxième tour |
| Candidats      | Candidats                | Étiquette          | Voix         | %            | Voix          | %             |
| -------------- | ------------------------ | ------------------ | ------------ | ------------ | ------------- | ------------- |
|                | Pierre Mazé              | Radical-socialiste | 5 784        | 38,53        | 8 704         | 58,50         |
|                | François-Louis Bourgot * | Rép.soc            | 5 470        | 36,44        | 6 069         | 40,79         |
|                | Guy Lenormand            | SFIO               | 3 508        | 23,37        |               |               |
|                | Alain Signor             | Comm.              | 248          | 1,65         |               |               |
|                | Fernand Fontenay         | Comm.              |              |              | 105           | 0,71          |
|                |                          |                    |              |              |               |               |
| Inscrits       | Inscrits                 | Inscrits           | 18 421       | 100,00       | 18 421        | 100,00        |
| Votants        | Votants                  | Votants            | 15 175       | 82,38        | 14 966        | 81,24         |
| Abstention     | Abstention               | Abstention         | 3 246        | 17,62        | 3 455         | 18,76         |
| Blancs et nuls | Blancs et nuls           | Blancs et nuls     | 165          | 1,09         | 88            | 0,59          |
| Exprimés       | Exprimés                 | Exprimés           | 15 010       | 98,91        | 14 878        | 99,41         |

*sortant

#### 2ecirconscription
Morlaix-2 regroupe les cantons de Taulé, Landivisiau, Plouescat, Plouzévédé et Saint-Pol-de-Léon.
| Candidats      | Candidats          | Étiquette          | Premier tour | Premier tour |
| Candidats      | Candidats          | Étiquette          | Voix         | %            |
| -------------- | ------------------ | ------------------ | ------------ | ------------ |
|                | Pierre Trémintin * | PDP-URD            | 10 157       | 56,37        |
|                | Hamon Moal         | Radical-socialiste | 6 732        | 37,36        |
|                | François Le Lann   | SFIO               | 1 126        | 6,25         |
|                |                    |                    |              |              |
| Inscrits       | Inscrits           | Inscrits           | 21 770       | 100,00       |
| Votants        | Votants            | Votants            | 18 255       | 83,85        |
| Abstention     | Abstention         | Abstention         | 3 515        | 16,15        |
| Blancs et nuls | Blancs et nuls     | Blancs et nuls     | 236          | 1,29         |
| Exprimés       | Exprimés           | Exprimés           | 18 019       | 98,71        |

*sortant

### Arrondissement de Quimper

#### 1recirconscription
Quimper-1 regroupe les cantons de Quimper, Fouesnant, Briec et Concarneau.
| Candidats      | Candidats                  | Étiquette      | Premier tour | Premier tour | Deuxième tour | Deuxième tour |
| Candidats      | Candidats                  | Étiquette      | Voix         | %            | Voix          | %             |
| -------------- | -------------------------- | -------------- | ------------ | ------------ | ------------- | ------------- |
|                | Pierre Pouchus             | Radical-Soc.   | 4 954        | 26,11        | 9 239         | 48,96         |
|                | René Cornic                | Rép.G-URD      | 4 281        | 22,56        | 9 197         | 48,74         |
|                | Maurice Bouilloux-Lafont * | Rad.ind-G.rad  | 3 730        | 19,66        |               |               |
|                | Hervé Nader                | URD            | 3 663        | 19,30        |               |               |
|                | Joseph Le Coz              | Comm.          | 1 469        | 7,74         | 425           | 2,25          |
|                | Auguste Damalix            | SFIO           | 879          | 4,63         |               |               |
|                |                            |                |              |              |               |               |
| Inscrits       | Inscrits                   | Inscrits       | 22 916       | 100,00       | 22 915        | 100,00        |
| Votants        | Votants                    | Votants        | 19 191       | 83,75        | 19 033        | 83,06         |
| Abstention     | Abstention                 | Abstention     | 3 725        | 16,26        | 3 882         | 16,94         |
| Blancs et nuls | Blancs et nuls             | Blancs et nuls | 215          | 1,12         | 164           | 0,86          |
| Exprimés       | Exprimés                   | Exprimés       | 18 976       | 98,88        | 18 869        | 99,14         |

*sortant

#### 2ecirconscription
Quimper-2 regroupe les cantons de Plogastel-Saint-Germain et de Pont-l'Abbé.
| Candidats      | Candidats          | Étiquette         | Premier tour | Premier tour | Deuxième tour | Deuxième tour |
| Candidats      | Candidats          | Étiquette         | Voix         | %            | Voix          | %             |
| -------------- | ------------------ | ----------------- | ------------ | ------------ | ------------- | ------------- |
|                | Jean Jadé *        | PDP-URD           | 5 812        | 43,64        | 6 332         | 47,09         |
|                | Jean Perrot        | Radical-Soc.-SFIO | 5 454        | 40,95        | 6 601         | 49,09         |
|                | Daniel Le Flanchec | Comm.             | 2 052        | 15,41        | 513           | 3,82          |
|                |                    |                   |              |              |               |               |
| Inscrits       | Inscrits           | Inscrits          | 18 028       | 100,00       | 18 028        | 100,00        |
| Votants        | Votants            | Votants           | 13 396       | 74,31        | 13 502        | 74,90         |
| Abstention     | Abstention         | Abstention        | 4 632        | 25,69        | 4 526         | 25,11         |
| Blancs et nuls | Blancs et nuls     | Blancs et nuls    | 78           | 0,58         | 56            | 0,41          |
| Exprimés       | Exprimés           | Exprimés          | 13 318       | 99,42        | 13 446        | 99,59         |

*sortant

#### 3ecirconscription
Quimper-3 regroupe les cantons de Douarnenez et de Pont-Croix.
| Candidats      | Candidats          | Étiquette          | Premier tour | Premier tour | Deuxième tour | Deuxième tour |
| Candidats      | Candidats          | Étiquette          | Voix         | %            | Voix          | %             |
| -------------- | ------------------ | ------------------ | ------------ | ------------ | ------------- | ------------- |
|                | Jacques Quéinnec * | URD                | 6 300        | 46,07        | 6 634         | 47,48         |
|                | Albert Le Bail     | Radical-socialiste | 5 030        | 36,78        | 7 034         | 50,34         |
|                | Charles Le Bastard | SFIO               | 1 327        | 9,70         |               |               |
|                | Pierre Maréchal    | Comm.              | 1 017        | 7,44         | 304           | 2,18          |
|                |                    |                    |              |              |               |               |
| Inscrits       | Inscrits           | Inscrits           | 16 751       | 100,00       | 16 753        | 100,00        |
| Votants        | Votants            | Votants            | 13 776       | 82,24        | 14 045        | 83,84         |
| Abstention     | Abstention         | Abstention         | 2 975        | 17,76        | 2 708         | 16,16         |
| Blancs et nuls | Blancs et nuls     | Blancs et nuls     | 100          | 0,73         | 73            | 0,52          |
| Exprimés       | Exprimés           | Exprimés           | 13 676       | 99,27        | 13 972        | 99,48         |

*sortant

### Arrondissement de Quimperlé
Quimperlé regroupe l'ensemble des cantons de l'arrondissement de Quimperlé.
Jules Le Louédec (Radical-socialiste) est élu sénateur le 20 octobre 1929. François Cadoret (Radical-socialiste) est élu lors de la partielle du 23 mars 1930.
| Candidats      | Candidats         | Étiquette      | Premier tour | Premier tour |
| Candidats      | Candidats         | Étiquette      | Voix         | %            |
| -------------- | ----------------- | -------------- | ------------ | ------------ |
|                | François Cadoret* | Radical-soc    | 9 260        | 72,94        |
|                | Jean Meur         | SFIO           | 2 840        | 22,37        |
|                | Pierre Lacan      | Comm           | 540          | 4,25         |
|                |                   |                |              |              |
| Inscrits       | Inscrits          | Inscrits       | 19 271       | 100,00       |
| Votants        | Votants           | Votants        | 14 288       | 74,17        |
| Abstention     | Abstention        | Abstention     | 4 983        | 25,86        |
| Blancs et nuls | Blancs et nuls    | Blancs et nuls | 1 592        | 11,14        |
| Exprimés       | Exprimés          | Exprimés       | 12 696       | 88,86        |

*sortant

## Députés élus
| Députés | Députés            | Parti              | Fonctions lors de l'élection en 1932                                                                              |
| ------- | ------------------ | ------------------ | --- |
|         | Hippolyte Masson * | SFIO               | Conseiller général de Brest-3. Employé PTT.                                                                       |
|         | Émile Goude *      | Soc.fr (ex SFIO)   | Conseiller général Brest-2. Commis de 3e classe à la construction.                                                |
|         | François Cadoret * | Radical-socialiste | Conseiller général de Pont-Aven et maire de Riec-sur-Bélon. Ostréiculteur, Directeur d'une usine de conserve.     |
|         | Pierre Mazé        | Radical-socialiste | Conseiller général et municipal de Sizun. Secrétaire général du Parti radical-socialiste. Médecin                 |
|         | Pierre Pouchus     | Radical-socialiste | Maire de Penhars. Professeur au Lycée de Quimper.                                                                 |
|         | Jean Perrot        | Radical-socialiste | Conseiller d'arrondissement de Pont-Croix et maire d'Esquibien. Cultivateur. Croix de Guerre                      |
|         | Albert Le Bail     | Radical-socialiste | Adjoint au maire de Plonéour-Lanvern. Avocat à la Cour d'Appel de Paris. Croix de Guerre                          |
|         | Charles Daniélou * | Rad.ind-G.rad      | Ancien Secrétaire d'État. Maire de Locronan. Poète, romancier.                                                    |
|         | Paul Simon *       | PDP                | Ancien secrétaire de la Chambre. Avocat, Directeur du journal Le Démocrate.                                       |
|         | Pierre Trémintin * | PDP                | Conseiller général et maire de Plouescat. Avocat.                                                                 |
|         | Vincent Inizan *   | URD                | Maire de Kernouës. Créateur du Stud Book du cheval de trait breton. Cultivateur, Journaliste au Paysan de France. |